# Raimundo José Cutrim
Raimundo José Cotrim Martins, mais conhecido como Raí (São Luís, 21 de setembro de 1986) é um futebolista brasileiro que atua como Meio-campo. Atualmente, joga pelo Tocantinópolis Esporte Clube.

## Carreira
Em 2011, fez um belo Campeonato Paulista pelo Grêmio Barueri e foi contratado pela Portuguesa para a disputa da Série B e logo após duas partidas disse que já se sentia em casa. "Todos aqui me receberam muito bem. Desde a minha chegada até o primeiro treino sempre me trataram como se eu estivesse aqui há muito tempo. Quero retribuir todo esse carinho com muita disposição e luta. O torcedor pode esperar que, sempre que o técnico precisar de mim, terá em campo um atleta que não desiste nunca de uma jogada", disse Raí.
Em 2013, sem clube, Raí acertou com o Botafogo-SP.

## Estatísticas
Até 05 de maio de 2016.

### Clubes
| Clube             | Temporada         | Campeonato nacional | Campeonato nacional | Copa nacional[a] | Copa nacional[a] | Competições continentais[b] | Competições continentais[b] | Campeonatos Estaduais[c] | Campeonatos Estaduais[c] | Copa verde[d] | Copa verde[d] | Total | Total |
| Clube             | Temporada         | Jogos               | Gols                | Jogos            | Gols             | Jogos                       | Gols                        | Jogos                    | Gols                     | Jogos         | Gols          | Jogos | Gols  |
| ----------------- | ----------------- | ------------------- | ------------------- | ---------------- | ---------------- | --------------------------- | --------------------------- | ------------------------ | ------------------------ | ------------- | ------------- | ----- | ----- |
| Portuguesa        | 2011              | 4                   | 0                   | 0                | 0                | —                           | —                           | 0                        | 0                        | —             | —             | 4     | 0     |
| Portuguesa        | 2012              | 6                   | 0                   | 4                | 1                | —                           | —                           | 2                        | 0                        | —             | —             | 12    | 0     |
| Botafogo-SP       | 2013              | —                   | —                   | —                | —                | —                           | —                           | 9                        | 0                        | —             | —             | 9     | 0     |
| América de Natal  | 2013              | 26                  | 1                   | —                | —                | —                           | —                           | —                        | —                        | —             | —             | 26    | 1     |
| América de Natal  | 2014              | 0                   | 0                   | 0                | 0                | —                           | —                           | 0                        | 0                        | —             | —             | 0     | 0     |
| Náutico           | 2014              | 30                  | 1                   | 2                | 0                | —                           | —                           | 0                        | 0                        | —             | —             | 32    | 1     |
| Sampaio Corrêa    | 2015              | 28                  | 0                   | 4                | 0                | —                           | —                           | 7                        | 1                        | —             | —             | 39    | 1     |
| Paysandu          | 2016              | 0                   | 0                   | 1                | 0                | —                           | —                           | 2                        | 0                        | 4             | 2             | 7     | 2     |
| Total na carreira | Total na carreira | 94                  | 2                   | 11               | 1                | 0                           | 0                           | 20                       | 1                        | 4             | 2             | 129   | 6     |

- a. ^ Jogos da Copa do Brasil
- b. ^ Jogos da Copa Sul-Americana
- c. ^ Jogos dos Campeonatos Estaduais
- d. ^ Jogos da Copa Verde

## Títulos
Portuguesa
- Campeonato Brasileiro - Série B: 2011

Paysandu
- Campeonato Paraense: 2016
- Copa Verde: 2016

### Outras Conquistas
Portuguesa
- Troféu Sócrates: 2012[3]

Paysandu
- Taça Cidade de Belém: 2016